# Lipa (gmina Dobrepolje)
Lipa – wieś w Słowenii, w gminie Dobrepolje. W 2018 roku liczyła 67 mieszkańców.